# Carl Saupe
Carl Saupe (* um 1890; † nach 1955) war ein deutscher Architekt und Denkmalpfleger, der auf die Erfassung und Dokumentation von Umgebindehäusern in Sachsen spezialisiert war.

## Leben und Wirken
Saupe wurde als Architekt und Baumeister bezeichnet, er war Mitglied im Architekten-Verein zu Berlin (AVB). 1914 wohnte er in Dresden und nahm als Drittplatzierter an einem Ideenwettbewerb für eine Friedhofserweiterung in Kassel teil. Nach dem Ersten Weltkrieg war er in Löbau als Leiter der Bezirks-Siedlungsgesellschaft tätig. Auf ihn geht beispielsweise eine Siedlung in Ebersdorf zurück. Nach dem Zweiten Weltkrieg erfasste er für die Außenstelle Dresden des Instituts für Denkmalpflege in der DDR die Umgebindehäuser sämtlicher Orte im Kreise Löbau mit beispielhafter Sorgfalt. Er legte das Material der Erfassung von rund 4.800 Umgebindehäusern in vier Bänden vor und schuf eine bisher noch unveröffentlichte Systematik. Die gewonnenen Ergebnisse seiner Erfassung verallgemeinerte er 1955 in der Publikation Das Umgebindehaus in Sachsen. Er bekam danach den Auftrag zur Erfassung aller noch vorhandenen Umgebindehäuser der Oberlausitz. Die von Saupe vorgenommene Inventarisierung von 1955 zeigt im Vergleich zu der 1991 vom Landesamt für Denkmalpflege Sachsen erfolgten Neuerfassung, welche enormen Verluste an Umgebindehäusern entstanden sind.
Im Januar 1922 erhielt er den Gebrauchsmusterschutz für den von ihm entwickelten elektrisch wirkenden Handschutz an Pressen, Stanzen und dergleichen.
Saupe war seit 1920 mit Charlotte Pachaly aus Niederlößnitz verheiratet.

## Schriften (Auswahl)
- Ein Beitrag zur Frage „Wohnungsbau“. In: Sächsische Staatszeitung vom 4. Juli 1922, S. 1.
- Rückblick und Ausblick. In: Sächsische Staatszeitung vom 3. Februar 1926, S. 7.
- Das Umgebindehaus im Kreise Löbau. Forschungsauftrag des Instituts für Denkmalpflege in der DDR, Außenstelle Dresden. (Typoskript in vier Bänden) Löbau 1955.
- Das Umgebindehaus in Sachsen. In: Reimar Gilsenbach, Ursula Zielinski (Hrsg.): Von Domen, Mühlen und Goldenen Reitern. Sachsenverlag, Dresden 1955, S. 161–168. (mit Zeichnungen und Abbildungen)